# William Bull
William Bull (1828-1902) est un botaniste, pépiniériste et collectionneur de plantes anglais. Il est né à Winchester et a acheté en 1861 la pépinière de John Weeks and Company à King's Road, à Chelsea. Il introduisit en culture des plantes d'autres pays, notamment des orchidées de Colombie et du Libéria,.